# اولاش‌لی شیخ‌لی
اولاش‌لی شیخ‌لی (به لاتین: Ulaşlı Şıxlı) یک منطقه مسکونی در جمهوری آذربایجان است که در شهرستان گوی‌چای واقع شده است. اولاش‌لی شیخ‌لی ۱۲۱۰ نفر جمعیت دارد.